# チャールズ・ダウニング
チャールズ・レイ・ダウニング（1877年 - 1956年）は、アメリカ合衆国のランドスケープアーキテクト。都市計画にも広く従事。ニューヨーク州ニューバーグ生まれ。

日本での影響として、都市計画公園の関連で1916年、片岡安の「現代都市之研究」の中で、アメリカでの公園系統の紹介とともに1914年にニューヨーク市長会議でダウニングによって提示され定められた公園計画標準、人工10万人都市で公園緑地を人口一人当たり60.7平方メートル、都市面積比で12.5パーセント必要という基準を紹介している。これは1933年に内務省が計画標準を定めるまで、この数値が準用されていた。

## 経歴
- 1900年、コロンビア大学建築校卒業
- 1900年から、相続により生涯ストラットフォード（コネチカット州）在住
- 1900年から1902年、ハーバード大学デザイン大学院ランドスケープ・アーキテクチャー専攻修了でSBを取得。
- 1902年から、ニューヨーク市の公園と景観設計業務に1948年まで関わる
- 1904年、独立
- 1910年-1921年、ヘンリー・ヴィンセント・ハバード、ロバート・ホイールライトらと『ランドスケープ・アーキテクチュア』誌創設。編集者兼出版社を務める
- 1913年から1914年、ニューヨーク市入社、公園行政に携わる
- 1934年、Oberlaenderトラスト助成金を受けドイツ留学し、公共レクリエーションを学ぶ
- 1936年、第11回オリンピックでの海洋公園計画で銀メダルを受賞（ベルリン）
- 1937年、フーサトニックバレー会開催
- 1939年、ニューヨーク万国博覧会の都市美のコンサルタント。建築家からの依頼で、フーサトニック川流域における保全活動に取り組む
- 1941-1945年（第二次世界大戦中）海軍サービスステーション施設顧問
- 1948年、フーサトニック川渓谷計画協会を設立。

## 実績
第一次世界大戦にかかる1917年から1919年の作品では、アルバニー改善のための計画（米国住宅公社用プランナーとして。ニューヨーク、1924年） に携わり、
マリンパークデザイン（ブルックリン区） のほか、
ニューヨーク州ではトロイ、スケネクタディ、ニューヨークなどで、都市計画に従事し、この他にワシントンD.C.の都市デザイン当初計画（全米科学アカデミーからの依頼）、ストラットフォードの公園もデザインを行っている。
彼のプロジェクトは他にもエリーとバトラー（ペンシルバニア州）で米国住宅公社のまちづくりを含め、ワシントンD.C.、マサチューセッツ州、コネチカット州ストラトで学校キャンパスなども関わり、住宅開発ではニューヨーク市の住宅、ニューヨーク州、マサチューセッツ州、ロードアイランド州、コネチカット州、ニュージャージー州と広範囲に渡る。